# Crassispira laevisulcata
Crassispira laevisulcata is een slakkensoort uit de familie van de Pseudomelatomidae. De wetenschappelijke naam van de soort is voor het eerst geldig gepubliceerd in 1883 door Von Maltzan.